# Guillaume de Passavant
Guillaume de Passavant est un ecclésiastique, mort le 27 janvier 1186, évêque du Mans de 1144 ou 1142/1145 à 1186. 
Il délivre beaucoup plus d'actes épiscopaux que ses prédécesseurs, favorise les fondations cisterciennes, fait reconstruire la cathédrale Saint-Julien du Mans et entretient de bonnes relations avec Geoffroy Plantagenêt et son fils Henri II. Il fait ériger dans la cathédrale du Mans le tombeau de Geoffroy Plantagenêt, dont il ne reste que l'émail Plantagenêt.

## Biographie

### Famille et élévation à l'épiscopat
Guillaume de Passavant est le fils de Guillaume, seigneur de Passavant (à la limite de l'Anjou et du Poitou) et de Lucie, fille du seigneur de Martigné-Briand et sœur de Renaud de Martigné, évêque d'Angers (1102-1125) puis archevêque de Reims (1125-1139). Protégé par son oncle maternel, Guillaume de Passavant est archidiacre de Reims, de 1137 à 1144. Guillaume de Passavant est aussi le nepos (neveu ou petit-fils) de l'évêque de Saintes Guillaume (1127-1140). Curieusement, il est souvent décrit comme originaire de la Saintonge.
Guillaume de Passavant est élu évêque du Mans après la mort de l'évêque Hugues de Saint-Calais probablement au début de l'année ou dans la première moitié de l'année 1144,. La date de cette élection est parfois considérée comme incertaine, entre 1142 et 1145. Sa très longue carrière fait de lui un des évêques importants de son diocèse et de son époque.

### Des actes nombreux
Pendant son épiscopat, le nombre de chartes délivrées par l'évêque du Mans augmente considérablement. Alors que son prédécesseur, Hugues de Saint-Calais a produit quinze actes épiscopaux pendant les huit années de son épiscopat, Guillaume de Passavant en délivre 197 pendant une quarantaine d'années selon Florian Mazel. Richard E. Barton en compte plutôt 209, expédiés à trente-quatre destinataires, dont principalement les quatre abbayes Saint-Pierre de la Couture au Mans, Marmoutier, Savigny et Saint-Vincent au Mans et surtout écrits à partir des années 1160.
Cet accroissement du nombre d'actes épiscopaux est lié à une redéfinition du rôle de l'évêque, devenu le garant de beaucoup de transactions et peut-être aussi à la naissance d'une chancellerie épiscopale. Au début de son épiscopat, Guillaume de Passavant nomme un chancelier, Eustache, qui devient en 1156 archidiacre. Ensuite, il n'a plus de chancelier, mais d'autres administrateurs jouent un rôle important et participent à la rédaction des actes. Les actes de Guillaume de Passavant utilisent des formules diplomatiques qui tendent à s'uniformiser et constituent un style documentaire distinctif de ses prédécesseurs.

### Les moines, la cathédrale et les comtes
Guillaume de Passavant favorise les fondations cisterciennes dans son diocèse, comme l'abbaye de Perseigne en 1145 et l'abbaye de Clairmont vers 1150. Il rencontre plusieurs fois Bernard de Clairvaux, qui fait son éloge. Il poursuit la reconstruction de la cathédrale Saint-Julien du Mans, détruite par un incendie. En 1158, il organise la consécration de cette nouvelle cathédrale lors d'une  grande cérémonie, d'une ampleur exceptionnelle, où sont présents quatorze évêques venus de différents diocèses de l'empire Plantagenêt (cinq évêques normands, cinq bretons, celui d'Angers et l'archevêque de Tours), mais aussi l'évêque de Chartres et l'archevêque de Reims. Guillaume de Passavant se fait construire un palais épiscopal près de l'église Saint-Ouen.
Guillaume de Passavant entretient d'excellentes relations avec les comtes du Maine Geoffroy Plantagenêt et son fils Henri II,. Il accueille dans la cathédrale du Mans la tombe  de Geoffroy Plantagenêt, y compris l'émail Plantagenêt qu'il a probablement fait réaliser,. Guillaume de Passavant est néanmoins menacé et malmené par Henri II quand, dans le cadre du schisme entre le pape Alexandre III et l'antipape Victor IV, il choisit trop tôt l'obédience d'Alexandre III, désobéissant ainsi à la consigne d'Henri II.
Guillaume de Passavant meurt en charge le 27 janvier 1186, dans sa maison d'Ivré-l'Évêque. Alors qu'on commence, dans différents diocèses, à enterrer les évêques dans les cathédrales, il avait demandé à ne pas être enterré dans la cathédrale du Mans, parce qu'il désirait être inhumé à l' abbaye Saint-Vincent du Mans. Les Actus pontificum Cenomannis — une série de biographies d'évêques manceaux — consacrent à Guillaume de Passavant une longue notice, qui cherche à justifier les richesses de l'Église en présentant l'évêque comme un homme charitable, à limitation du Christ.